# Body of Evidence
Body of Evidence is een Amerikaanse erotische thriller uit 1993 van Uli Edel. De hoofdrollen zijn voor Willem Dafoe en Madonna.
De film komt gedeeltelijk overeen met de plot van Basic Instinct, een thriller uit 1992 van Paul Verhoeven. Waar die werd genomineerd voor verschillende prestigieuze filmprijzen, moest Body of Evidence het doen met een Razzie Award voor slechtste actrice (Madonna) en nominaties voor slechtste film, slechtste regisseur, slechtste script, slechtste acteur (Dafoe) en slechtste bijrolspeelster (Anne Archer).

## Verhaal
In de film staat de relatie tussen de beschuldigde moordenaar Rebecca Carlson en haar advocaat Frank Dulaney centraal. Carslon wordt ervan beschuldigd SM-gerelateerde seks gehad te hebben met haar rijke ex-vriend. Ze gebruikt seksuele spelletjes om Dulaney te verleiden.

## Rolverdeling
| Acteur         | Personage       |
| -------------- | --------------- |
| Hoofdrollen    |                 |
| Willem Dafoe   | Frank Dulaney   |
| Madonna        | Rebecca Carlson |
| Bijrollen      |                 |
| Joe Mantegna   | Robert Garrett  |
| Anne Archer    | Joanne Braslow  |
| Frank Langella | Jeffrey Roston  |
| Julianne Moore | Sharon Dulaney  |
| Mark Rolston   | Detective Reese |